# Richard Ravitch

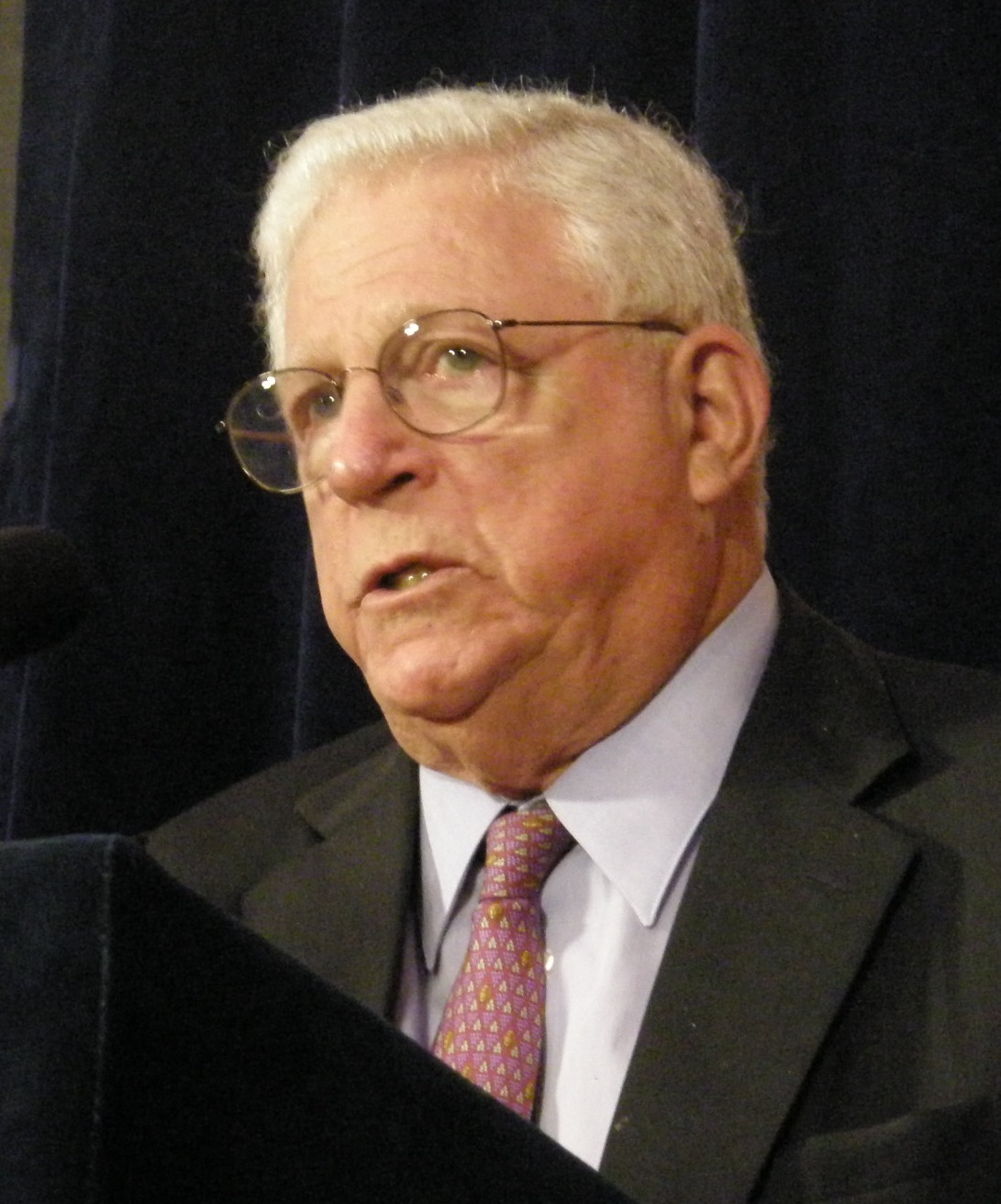
Richard Ravitch (2009)

Richard Ravitch (* 7. Juli 1933 in New York City; † 25. Juni 2023 ebenda) war ein US-amerikanischer Unternehmer und Politiker. Von  Juli 2009 bis Dezember 2010 war er Vizegouverneur des Bundesstaates New York.

## Werdegang
Richard Ravitch absolvierte das zur Columbia University gehörende Columbia College, wo er amerikanische Geschichte studierte. Nach einem anschließenden Jurastudium an der Yale University wurde er 1958 als Rechtsanwalt zugelassen. Zwischenzeitlich diente er auch für kurze Zeit in der United States Army. Dann war er für den Kongressausschuss House Government Operations Committee und für die New York State Commission on Governmental Operations tätig. Seit 1960 arbeitete er im familieneigenen Bauunternehmen, das er 1977 verkaufte. In den folgenden Jahrzehnten war er Mitglied mehrerer Organisationen auf Staats- und Bundesebene, die sich vor allem mit Bauproblemen befassten. 1979 wurde er Vorstandsvorsitzender der Metropolitan Transportation Authority, die für den öffentlichen Nahverkehr im Großraum von New York City zuständig ist. Dort stellte er wichtige Weichen für die zukünftige Entwicklung des Unternehmens. Während eines Streiks im Jahr 1980 erhielt er Todesandrohungen. Dann stieg er auch in das Bankgewerbe ein und wurde Präsident der angeschlagenen Bowery Savings Bank, die unter seiner Führung saniert und dann verkauft wurde. Ravitch war auch Partner der Anwaltskanzlei Ravitch, Rice & Company.
Als Mitglied der Demokratischen Partei kandidierte er 1989 erfolglos in den Vorwahlen für das Amt des Bürgermeisters von New York. Im Jahr 2009 wurde er von Gouverneur David Paterson zum  Vizegouverneur des Staates New York ernannt. Dieses Amt bekleidete er zwischen dem 8. Juli 2009 und dem 31. Dezember 2010. Er war nach Paterson und den kommissarisch agierenden Nachfolgern Joseph Bruno, Dean Skelos, Malcolm Smith und Pedro Espada der sechste Vizegouverneur innerhalb einer Legislaturperiode, jedoch der zweite, der das Amt vollwertig übernahm. Ausgelöst wurde die Situation durch den Rücktritt von Gouverneur Eliot Spitzer und Patersons Aufrücken in das höchste Amt des Bundesstaats. Nach Patersons Amtsübernahme liefen Amtszeiten von Senatspräsidenten ab und es kam zu einer Senatskrise. Schließlich wurde mit Ravitch der letzte Vizegouverneur dieser Amtszeit ernannt. Auch dieser Schritt war politisch umstritten, wurde aber vom New York Court of Appeals für rechtens erklärt. Im Jahr 2012 war Ravitch Co-Vorsitzender der State Budget Crisis Task Force, die die Haushaltssituation von fünf Bundesstaaten analysierte.
Ravitch war in dritter Ehe verheiratet; aus seiner ersten Ehe mit der Bildungshistorikerin Diane Ravitch von 1960 bis 1986 hatte er zwei Söhne.
Am 25. Juni 2023 starb Ravitch im Alter von 89 Jahren.